# Romain Feillu
Romain Feillu (ur. 16 kwietnia 1984 w Châteaudun) – francuski kolarz szosowy, zawodnik profesjonalnej grupy Vacansoleil-DCM.

## Najważniejsze osiągnięcia
- 2006
  - 1. miejsce w Tour de la Somme
- 2007
  - 1. miejsce na 3. etapie Tour de Luxembourg
  - 1. miejsce w Tour of Britain
  - 1. miejsce w Paris-Bourges
- 2008
  - 1. miejsce w Boucles de l’Aulne
  - 8. miejsce w GP Ouest-France
- 2009
  - 2. miejsce w Tour de Picardie
    - 1. miejsce na 2. etapie

  - 1. miejsce na 4. etapie Tour du Limousin
  - 3. miejsce na 2. etapie Tour de France
  - 1. miejsce w Grand Prix de Fourmies
  - 2. miejsce w Paryż-Camembert
- 2010
  - 1. miejsce na 4. etapie Vuelta a Burgos
  - 1. miejsce na 2. etapie Tour de l’Ain
  - 1. miejsce w Grand Prix de Fourmies
  - 2. miejsce w Paryż-Bruksela
- 2011
  - 1. miejsce na 2., 3. i 4. etapie Tour Méditerranéen
  - 1. miejsce w Tour du Finistère
  - 1. miejsce w Tour de Picardie
    - 1. miejsce na 2. etapie

  - 2. miejsce w Grand Prix de Denain
- 2012
  - 2. miejsce w Grand Prix Pino Cerami
- 2013
  - 2. miejsce w Grand Prix Pino Cerami